# Гепсин
Гепсин (англ. Transmembrane protease, serine 1; TMPRSS1) — мембрано-связанная сериновая протеаза, продукт гена HPN.

## Структура и функции
Гепсин входит в семейство сериновых протеаз. Содержит пептидазный S1 домен и домен SRCR. Внеклеточный домен SRCR образован тремя вторичными структурами: 12-мерной альфа-спиралью, бета-листом из 5 антипараллельных нитей и бета-листом из 2 антипараллельных нитей. Два бета-листа расположены приблизительно под прямым углом друг к другу, между которыми находится альфа-спираль. Точная функция этого внеклеточного домена не ясна. Предполагается, что SRCR домен служит для ориентации протеазного домена вблизи субстрата.
Физиологическая функция гепсина остаётся неизвестной. Исследования in vitro показывают, что гепсин способен активировать факторы свёртывания крови VII, XII и IX, про-урокиназу и про-HGF (предшественник печёночного фактора роста).

## Клиническое значение
Экспрессия гепсина повышена при раке предстательной железы и коррелирует с риском неблагоприятного развития заболевания.